# Lijst van software voor eindige-elementenmethode
Hieronder volgt een lijst van software voor de eindige-elementenmethode. De eindige-elementenmethode is een numerieke methode waarmee partiële differentiaalvergelijkingen en integraalvergelijkingen door middel van een benadering kunnen worden opgelost.
Alle verwijzingen in de lijst zijn verwijzingen naar artikelen op de Engelstalige Wikipedia.

## Software
Voor de berekeningen is specifieke software nodig. Er bestaan vele commerciële- en ook enkele open source pakketten.
| Software             | Toepassing | Ontwikkelaar                                                           | Versie                | Gestart                | Licentie                              | Commercieel Vrij gebruik Studentenversie                  | Platform                                            |
| -------------------- | --- | ---------------------------------------------------------------------- | --------------------- | ---------------------- | ------------------------------------- | --------------------------------------------------------- | --------------------------------------------------- |
| Agros2D              | Multiplatform open-source-applicatie voor oplossingen van fysische problemen gebaseerd op de Herms-bibliotheek.                                                                       | University of West Bohemia                                             | 3.2                   | 2014-03-03             | GNU GPL                               | Vrij                                                      | Linux, Windows                                      |
| CalculiX             | Dit is een Open Source FEA project. De "solver" gebruik gedeeltelijk compatibele ABAQUS bestandsformaat. De pre/post-processor genereert inputdata voor veel FEA- en CFD-applicaties. | Guido Dhondt, Klaus Wittig                                             | 2.16                  | 2019-11-24             | GNU GPL                               | Vrij                                                      | Linux, Windows                                      |
| DIANA FEA            | Algemeen bruikbaar eindig-elementenpakket voor civiele, structurele en geotechnische engineering.                                                                                     | DIANA FEA BV, (Nederland)                                              | 10.1                  | 2016-11-14             | Proprietary commercial software       | commercieel                                               | Windows, Linux                                      |
| deal.II              | Bevat een set tools voor eindige-elementenberekeningen op laptops tot geclusterde servers. Geschreven in C++                                                                          | Wolfgang Bangerth, Timo Heister, Guido Kanschat, Matthias Maier et al. | 9.0                   | 2018-05-12             | LGPL                                  | Vrij                                                      | Linux, Unix, Mac OS X, Windows                      |
| DUNE                 | Distributed Unified Numerics Environment, Geschreven in C++ | DUNE Developer team                                                    | 2.4.1                 | 2016-02-29             | GPL Version 2 with Run-Time Exception | Vrij                                                      | Linux, Unix, Mac OS X                               |
| Elmer                | Open source multi-fysische simulatiesoftware ontwikkeld door het Finse ministerie van educatie CSC. Hoofdzakelijk geschreven in Fortran, C en C++                                     | CSC                                                                    | 8.2                   | 2016-03-15             | GPL                                   | Vrij                                                      | Linux, Mac OS X, Windows                            |
| FEBio                | Eindige elementen voor biomechanica. | University of Utah (MRL), Columbia University (MBL)                    | 2.7                   | April, 2018            | Custom                                | Vrij                                                      | Linux, Mac OS X, Windows                            |
| FEniCS Project       | Software pakket ontwikkeld met het doel om geautomatiseerd differentiaalvergelijkingen op te lossen.                                                                                  | FEniCS Team                                                            | 1.6.0                 | 2015-07-29             | LGPL (Core) & GPL/LGPL (Non-Core)     | Vrij                                                      | Linux, Unix, Mac OS X, Windows                      |
| FEATool Multiphysics | MATLAB Multi fysische-simulatietoolbox voor eindige-elementenmethode. | Precise Simulation                                                     | 1.10                  | 2019-05-17             | Proprietary EULA                      | Vrij voor persoonlijk gebruik                             | Windows, Mac OS X, Linux, Unix                      |
| FreeFEM              | Vrij eindige-elementenpakket met eindige-elementenanalyse-software voor multifysische symulaties. Geschreven in C++.                                                                  | Sorbonne University and Jacques-Louis Lions Laboratory                 | 4.2.1                 | 2019-06-06             | LGPL                                  | Vrij                                                      | Linux, MacOS, Windows, Solaris                      |
| GOMA                 | GOMA is een open source eindige-elementenpakket met eindige-elementenanalyse-software voor multifysische simulaties. Van oorsprong gebaseerd op roterende geometrie.                  | Sandia National Laboratories, University of New Mexico                 | 6.1                   | Aug 28, 2015           | GPL Version 2                         | Vrij                                                      | Linux                                               |
| GetFEM++             | Een algemene eindige-elementen-bibliotheek geschreven in C++ met interfaces voor Python, Matlab en Scilab.                                                                            | Yves Renard, Julien Pommier                                            | 5.0                   | 2015-07                | LGPL                                  | Vrij                                                      | Unix, Mac OS X, Windows                             |
| Hermes Project       | Een modulaire C/C++-bibliotheek voor snelle ontwikkeling van tijdafhankelijke problemen.                                                                                              | hp-FEM group                                                           | 3.0                   | 2014-03-01             | LGPL                                  | Vrij                                                      | Linux, Unix, Mac OS X, Windows                      |
| Mathematica          | General purpose computation software. | Wolfram Research                                                       |                       | Regularly              | Proprietary                           |                                                           | Linux, Mac OS X, Windows, Raspbian, Online service. |
| MATLAB               | MATLAB Toolbox for solving structural, thermal, electromagnetics, and other general PDEs                                                                                              | MathWorks                                                              | 3.3 (R2019b)          | 2019-09-11             | Proprietary commercial software       | Commercieel                                               | Linux, Mac OS X, Windows                            |
| MOOSE                | Objectgeoriënteerde eindige-elementenvakwerk-berekeningen geschreven in C++. | Idaho National Laboratory                                              |                       | regularly              | LGPL                                  | Vrij                                                      | Unix, Mac OS X                                      |
| OOFEM                | Objectgeoriënteerde eindige-elementensolver geschreven in C++. | Bořek Patzák                                                           | 2.4                   | 2016-02-15             | GPL Version 2                         | Vrij                                                      | Unix, Windows                                       |
| OpenSees             | Software voor aardbevingsberekeningen aan constructies. |                                                                        |                       |                        | Non Commercial                        | Vrij                                                      | Unix, Linux, Windows                                |
| SESAM (FEM)          | Software voor sterkte en hydrodynamische analyses van schepen en offshoreconstructies.                                                                                                | DNV GL                                                                 |                       | regularly              | Proprietary, SaaS                     |                                                           | Windows, Web browser                                |
| Range Software       | Multifysische eindige-elementenberekeningen. | Tomáš Šoltys                                                           | 3.0                   | 2018-04-30             | GPL                                   | Vrij                                                      | Linux, Windows                                      |
| Z88/Z88Aurora        | Gratis te gebruiken eindige-elementenpakket Z88Aurora V4, voor lineaire en niet lineaire analyses, frequentie- en thermische analyses.                                                | Frank Rieg                                                             | Z88 V15, Z88Aurora V5 | 2017-07-17, 2019-04-01 | GNU GPL, Custom                       | Vrij                                                      | Linux, Windows, Mac OS X                            |
| Abaqus               | Geavanceerde software van SIMULIA, eigendom van Dassault Systemes | Abaqus Inc.                                                            | 2019                  | 2019-12                | Proprietary commercial software       | Commercieel                                               | Linux, Windows                                      |
| CONSELF              | CAE pakket voor de browser. | CONSELF SRL                                                            | 2.9                   | 2015-10                | SaaS                                  |                                                           | Web browser                                         |
| FreeCAD              | Parametrische driedimensionale modelleer- en rekenpakket. Ook geschikt om externe solvers te gebruiken zoals Calculix, Z88, Elmer en OpenFoam.                                        | FreeCAD Team                                                           | 0.18                  | 2019-03-12             | LGPL 2                                | Vrij                                                      | Linux, Windows, Mac OS X                            |
| ADINA                | Eindige-elementensoftware voor berekenen van constructies, vloeistof- en warmtestromen en magnetische velden.                                                                         | Adina R&D                                                              |                       |                        | Proprietary commercial software       | Commercieel                                               |                                                     |
| Advance Design       | Software voor eindige-elementenanalyses, inclusief check volgens internationale ontwerp eurocodes                                                                                     | GRAITEC                                                                | 2014                  | 2013-09                | Proprietary commercial software       | Commercieel                                               |                                                     |
| Autodesk Simulation  | Eindige-elementensoftware van Autodesk. | Autodesk                                                               |                       |                        | Proprietary commercial software       | Commercieel                                               | Windows                                             |
| ANSYS                | In Amerika ontwikkeld en gemaakt, volledig CAE-softwarepakket. | Ansys Inc.                                                             | 19.2                  | 2018-09-18             | Proprietary commercial software       | Commercieel en studentenversie voor 32.000 nodes/elements | Windows, Linux                                      |
| COMSOL Multiphysics  | Multifysische eindige-elementenanalyse. (voorheen FEMLAB) | COMSOL Inc.                                                            | 5.5                   | 2019-11-14             | Proprietary EULA                      |                                                           | Linux, Mac OS X, Windows, Web browser               |
| CosmosWorks          | onderdeel van SolidWorks | Dassault Systèmes SolidWorks Corp.                                     |                       |                        | Proprietary commercial software       | Commercieel                                               | Windows                                             |
| Quickfield           | Eindige0elementenmethode voor thermische en spanningsanalyses. | Tera Analysis Ltd                                                      | 6.4                   | 2020-04-17             | Proprietary EULA                      | Commerciele en studentenversie                            | Windows                                             |
| Pam Crash            | Vooral te gebruiken voor dynamische en botsingsanalyses. | ESI                                                                    | 15.5.1                | 2020-03-05             | Proprietary commercial software       | Commercieel                                               | Linux, Windows                                      |
| LS-DYNA              | Vooral te gebruiken voor dynamische en botsingsanalyses. | LSTC - Livermore Software Technology Corporation                       | R8.0                  | 2015-03                | Proprietary commercial software       | Commercieel                                               | Linux, Windows                                      |
| Nastran              | Door NASA ontwikkeld en commercieel verkrijgbaar bij verschillende bedrijven. | MSC NASTRAN, Siemens PLM NX Nastran                                    | 2014                  | 2014                   | Proprietary EULA                      | Commercieel                                               | Linux, Mac OS X, Windows                            |
| RFEM                 | Driedimensionale eindige-elementenanalyse-software. | Dlubal Software                                                        | 5.06                  | 2016-02                | Proprietary commercial software       | Commerciele en studentenversie                            | Windows                                             |
| SimScale             | Duits 100% web-based CAE platform | SimScale GmbH                                                          | 14                    | 2013-07                | SaaS                                  | Heeft ook een studentenversie                             | Web browser                                         |
| VisualFEA            | Eindige-elementenanalyse-software voor structurele en termische belastingen. | Intuition Software                                                     | 5.11                  | 2016-01                | Proprietary software                  | Commerciele en studentenversie beschikbaar                | Mac OS X, Windows                                   |
| JCMsuite             | Eindige-elementenanalyse-software voor structurele, termische en elektromagnetische golven.                                                                                           | JCMwave GmbH                                                           | 3.6.1                 | 2017-01-27             | Proprietary EULA                      |                                                           | Linux, Windows                                      |
| JMAG                 | Twee- en driedimensionale eindige-elementenanalyse-software voor structurele, termische en elektromagnetische velden.                                                                 | JSOL                                                                   | 18.1                  | 2019-06                | Proprietary commercial software       | Commercieel en studentenversie                            | Linux, Windows, Web browser                         |
| StressCheck          | Eindige-elementenanalyse-software gebaseerd op hp-FEM, vooral met volume-elementen.                                                                                                   | ESRD, Inc.                                                             | 10.5                  | 2019-06-06             | Proprietary commercial software       | Commercieel                                               | Windows                                             |
| SDC Verifier         | Een uitbreiding van Ansys en Femap en Simcenter voor vermoeiing- knik- en bucklingberekeningen volgens internationale codes.                                                          | SDC Verifier                                                           | 5.3.1                 | 2020-03                | Proprietary commercial software       | Commercieel en studentenversie                            | Windows                                             |